# Tropidurus spinulosus
Tropidurus spinulosus là một loài thằn lằn trong họ Tropiduridae. Loài này được Cope mô tả khoa học đầu tiên năm 1862.